# Leben in Fülle
Das Wort Leben in Fülle bezeichnet im religiösen Kontext ein erfülltes, nach ethischen Grundsätzen ausgerichtetes, im Wesentlichen zufriedenes Leben. Freiheit von Leid kann damit nie verbunden sein, aber das Gefühl, im Einklang mit dem eigenen Gewissen und damit weitgehend auch mit Gott zu leben.
Der Begriff stammt aus der Bibel, wo er sich allerdings auch aufs Jenseits beziehen kann, und findet sich u. a. im Johannes-Evangelium, etwa im Bild vom Guten Hirten.
Ich bin gekommen, damit sie das Leben haben, und es in Fülle haben.
Er ist oft auch Thema von Meditationen, von Exerzitien, von Seminaren wie Marriage Encounter oder von Cursillos. Auch im oft genannten Psalm 23 klingt es an, ebenso wie in der Kunst. So feierte das westfälische Neuenkirchen das Jubiläumsjahr 2010 mit dem Jahresthema Leben in Fülle, wofür 140 Werke des Malers Josef Hendel (1897–1993) aus mehreren Themenkreisen ausgestellt wurden.
„Ein Leben in Fülle für alle“ war die Kernforderung des 2010 initiierten Aufrufs für eine prophetische Kirche, der vor allem von katholischen Laien, Ordensleuten, Hilfswerken und den Abteilungen „Weltkirche“ der Bistümer ausging und auch ökumenisch große Resonanz fand.
Von den Betrachtungen in vielen Büchern, Aufsätzen und Webseiten seien nur einige genannt: